# Alfonsas Petrulis
Alfonsas Petrulis wymowaⓘ (ur. 4 sierpnia 1873 koło Birżów, zm. 28 czerwca 1928) – litewski ksiądz rzymskokatolicki, dziennikarz, jeden z sygnatariuszy Aktu Niepodległości Litwy z 16 lutego 1918 roku.

## Życiorys
Uczył się w seminarium duchownym w Kownie i w Akademii Duchownej w Petersburgu. Został wyświęcony na księdza katolickiego w 1899 roku, po czym sprawował posługę duchowną w parafiach Wileńszczyzny. Zaangażowany w działalność litewskiego ruchu narodowego działał na rzecz wprowadzenia języka litewskiego do kościoła.
W 1917 roku wziął udział w tzw. konferencji wileńskiej, po czym wybrano go do Taryby. 16 lutego 1918 roku sygnował Akt Niepodległości Litwy. Po ogłoszeniu niezależności przez młode państwo wyjechał wraz z kilkoma innymi członkami Taryby do Szwajcarii lobbować za jego uznaniem.